# مساعد الإنزيم Q10
مساعد الإنزيم Q-10 أو مرافق الإنزيم Q هو مادة شبيهة بالفيتامين, آثارها في الجسم تشابه آثار فيتامين هـ ، بل قد تكون أقوى كمضاد تأكسد. و يسمى أيضاً أوبيكينونUbiquinone. و توجد عشر مواد من مساعد الأنزيم Q, و لكن مساعد الإنزيم Q-10 هو النوع الوحيد منها الذي يوجد في أنسجة جسم الإنسان.
هذه المادة تلعب دورا حيوياً في إنتاج الطاقة في كل خلية بالجسم. و هي تساعد الدورة الدموية و تنشط جهاز المناعة, و تزيد ما تحصل عليه الأنسجة من الأكسجين, و لها تأثيرات حيوية مضادة للشيخوخة. و هناك ارتباط بين نقص مساعد الإنزيم Q-10 و بين حدوث أمراض المنطقة المحيطة بالأسنان و مرض السكر و نقص النمو العضلي.
وقد أظهرت الأبحاث أن مكملات مساعد الإنزيم Q-10 لها القدرة على مقاومة  الهستامين, و لهذا فهي مفيدة للأشخاص الذين يعانون الحساسية و الربو أو الأمراض التنفسية. 
يستخدمها كثير من الأطباء لعلاج اضطرابات الوظائف العقلية مثل التي تصاحب الشيزوفرينيا ومرض آلزهايمر.
وهي مفيدة أيضاً في علاج السمنة و العدوى بالكانديدا (مرض فطري) و التصلب المتعدد و مرض السكر.

## طريقة عمل الإنزيم (آلية العمل )
يعد الإنزيم المساعدQ-10 مادة فريدة لمقاومة الأكسدة التي قيل بأنها تخترق (مصانع الطاقة الدقيقة) الموجودة في الخلايا التي يطلق عليها «الحبيبات الخيطية», حيث يُحرق الأكسجين بما يمنح الطاقة للخلايا لتستكمل عملها. و لكي يتم حرق الطاقة بفعالية, تحتاج تلك الحبيبات الخيطية إلى الإنزيم المساعد Q-10 ,فهو يطلق عليه دائماً «الوميض أو الشرار» الذي يساعد محركات تلك الحبيبات على القيام بعملها و استكمال مسيرتها .  و بدون وجود الإنزيم المساعد Q-10  تعاني الخلايا من نقص الطاقة, بما يضعف الأعضاء الحيوية و يعوقها عن القيام بوظائفها؛  و خاصة القلب  الذي يحتاج لأكبر كمية ممكنة من هذا الإنزيم لكي يولد الطاقة الضرورية للحفاظ على نبض القلب . وربما يساعد هذا الإنزيم على الوقاية من أمراض الاحتقان الدموي في خلايا القلب و العلاج منها, و في الحفاظ على تجنب نسبة الكوليسترول التي تؤدي إلى تصلب و انسداد الشرايين.
الأوبيكينون يذوب في الماء ، وهو يماثل الفيتامين ، ويوجد في جميع خلايا حقيقيات النوى ، وبصفة أساسية في المتقدرات. وهو أحد أعضاء سلسلة نقل الإلكترون في المتقدرات ،ويشترك في تنفس الخلايا الذي ينتج الطاقة في  هيئة ATP - التي تساعد الجسم على الحياة والقيام بوظائفه. تنتج 95% من طاقة جسم الإنسان بهذه الطريقة. 
لهذا فإن أعضاء الجسم التي تحتاج إلى طاقة عالية مثل الكبد ، و القلب والكلى تحوي أكبر تركيز لـلأوبيكينون ( CoQ10 ).
توجد ثلاثة حالات لأكسدة CoQ10:  متأكسد بالكامل  أوبيكينون ، ونصف متأكسد ويسمى سيميكينون ، ومختزل ويسمى أوبيكينول.   وقدرة هذا الجزيء أن  يعمل كحامل لـ 2 إلكترون   ( تتحرك بين شكلي الكينون والكينول) أو حامل لإلكترون واحد ( ينتقل بين سميكينون وشكليه الآخرين) ، فإن تلك القدرة تلعب دورا رئيسا في سلسلة نقل الإلكترونات بسبب تجمعات الحديد والكبريت التي لا تقبل إلا إلكترون واحد في وقت واحد ، وكذلك يعمل كمضاد للتأكسد (القضاء على الجذور الكيميائية الحرة). 

## المقدار الذي تحتاجه من الإنزيم المساعد Q-10
الجرعة المعتاد تناولها من الإنزيم المساعد Q-10 بمرضى القلب تتراوح ما بين 50 إلى 150 ملليجرام في اليوم الواحد؛ إلا أن  المقدار الضروري للجرعة  يختلف من شخص إلى آخر.

## مدى سرعة عمل هذا الإنزيم
يستغرق من أسبوعين إلى ثمانية أسابيع لإحراز تقدم وتحسن في معالجة أعراض أمراض القلب, طبقاً لما ذكرته العديد من المصادر والمؤسسات الطبية. يجب تناول الإنزيم المساعد Q-10 باستمرار للحفاظ على تقوية القلب، حيث ينشط عملية التنفس الداخلي في الخلايا، فهو ليس علاجا يؤخذ لفترة قصيرة ،ولكنه ليس بديلا عن الأدوية التقليدية.
وتعد الآثار الجانبية لهذا الإنزيم قليلة ونادرة، فهي لاتزيد على الشعور بغثيان خفيف وطارئ، وليس له آثار سامة حتى أثناء تناول الجرعات الكبيرة منه طبقا لما يقوله د. فولكرز.